# Ёжиков, Владимир Владимирович
Владимир Владимирович Ежиков (род. 20 июня 1987, Красногорск, Московская область, СССР) — российский государственный деятель, заместитель председателя Правительства Донецкой Народной Республики, председатель Регионального отделения Российского военно-исторического общества в ДНР.

## Биография
Родился в рабочей многодетной семье. Отец — электрик, мать — оператор газовой котельной.
В 2009 году окончил «МАТИ» — Российский государственный технологический университет имени К. Э. Циолковского по специальности «Самолето- и вертолётостроение». Во время обучения прошел военную кафедру по военно-учетной специальности 042600 «Боевое применение воинских частей и подразделений, вооруженных зенитными ракетными системами ближнего действия», присвоено звание лейтенанта (в запасе).
В 2010 году получил второе высшее образование в Московском финансово-юридическом университете по специальности «Менеджмент организаций».

## Трудовая деятельность
С 2010 года работал на Московском машиностроительном предприятии имени В. В. Чернышёва инженером-конструктором в отделе главного конструктора, руководил конструкторским бюро общей сборки. Принимал непосредственное участие во внедрении на заводе технологии бережливого производства, методов 3D-моделирования деталей.
С 2013 года работал в Объединенной двигателестроительной корпорации начальником отдела производственного мониторинга. Участвовал в процессе выстраивания производственного планирования и разработке схем производственной кооперации при производстве линейки газотурбинных двигателей.
С 2014 года руководил отделом региональной промышленной политики Министерства промышленности и торговли России, занимался развитием особых территорий, в том числе моногородов.
С 2016 года работал первым заместителем директора департамента экономического развития города Севастополя. Занимался запуском государственных предприятий, налаживанием взаимодействия с производствами, развитием транспортной инфраструктуры. При его участии был реализован проект по развитию виноделия как объекта привлечения туристов.
С 2019 года руководил Аппаратом Правительства Донецкой Народной Республики.
С 2022 года назначен на должность заместителя председателя Правительства Донецкой Народной Республики по экономическим вопросам, руководил оперативным штабом по восстановлению ДНР, позднее стал курировать направления цифрового развития, связи, информационных технологий, природных ресурсов и экологии.
В 2023 году награждён медалью Министерства обороны Российской Федерации.
С 2024 года возглавляет региональное отделение Российского военно-исторического общества.
С 2025 года также курирует выработку государственной политики и нормативное правовое регулирование в сферах угольной промышленности и топливно-энергетического комплекса, государственного регулирования тарифов и цен.

## Личная жизнь
Воспитывает сына и дочь.
Увлекается рыбалкой и велоспортом.

## Санкции
Находится в санкционных списках Великобритании, США, Австралии и других стран. Личное отношение к такого рода ограничениям прокомментировал словами «Воспринимается, как награда за проделанную работу».